# La cançó del mar
La cançó del mar (irlandès: Amhrán na Mara, anglès: Song of the Sea, francès: Le Chant de la mer, danès: Sangen fra havet, alemany: Die Melodie des Meeres, neerlandès: Het lied van de zee) és una pel·lícula animada irlandesa de fantasia estrenada en 2014, produïda per Cartoon Saloon i dirigida per Tomm Moore. La pel·lícula, feta amb el sistema tradicional d'animació, va començar la seva producció just després del llançament d'El secret de Kells (2009), i va ser estrenada en el Festival Internacional de Cinema de Toronto el 6 de setembre de 2014. La pel·lícula va ser nominada per al Premi d'Acadèmia a la millor pel·lícula d'animació en l'edició 87 dels Premis Óscar (2015). Ha estat doblada al català central i al valencià.

## Argument
Octubre de 1981, en una illa de la costa d'Irlanda hi viu el guarda del far Conor, amb el seu fill Ben, la seva esposa Bronagh, que espera el seu segon fill, i el seu bobtail Cú. Bronagh inesperadament abandona la seva família, deixant enrere a la seva filla nounada Saoirse. Sis anys més tard, Conor és un home desolat, Saoirse encara no ha pronunciat una sola paraula, i Ben ha crescut ressentit amb la seva germana, ja que associa la seva arribada amb la desaparició de la seva mare. Per l'aniversari de Saoirse reben la visita de l'àvia paterna. Aquesta nit, Ben espanta Saoirse amb una història de Mac Lir, el gegant, i la seva mare Macha, la Bruixota Mussol, que va robar els seus sentiments i el va convertir en pedra. Més tard, aquesta mateixa nit, Saoirse toca una petxina tallada com a instrument de vent que Bronagh li va regalar a Ben, i el so de la petxina la condueix fins a un abric blanc de pell de foca que estava amagat en un vell bagul. Saoirse es posa l'abric i és conduïda a l'oceà per unes foques. Llavors entra al mar i es converteix en un selkie blanc. Després de nedar amb les foques, la seva àvia la troba mullada a la sorra i insisteix a endur-se els nens a Dublin perquè no és segur per a ells viure tan a prop al mar. Conor hi accedeix a contracor, malgrat les protestes de Ben, que es queixa especialment perquè Cú no pot anar amb ells. Quan els nens han marxat, Conor agafa el bagul on estava l'abric i el tira al mar juntament amb la clau.
Per Halloween, Saoirse toca un altre cop la petxina, alertant un grup de criatures màgiques que acudeixen a la seva presència. Ben i Saoirse intenten escapar-se de casa l'àvia i tornar a casa seva, però es topen amb aquestes criatures que s'enduen Saoirse seguida pel seu germà, perquè volen que canti la Cançó del Mar i, amb això, poder alliberar tots els seus germans i viatjar de tornada a Tír na nÓg. Desafortunadament, són atacats pels mussols de Macha que converteixen les fades en pedra. Els germans aconsegueixen escapar i prenen l'autobús que els hauria de portar al port per poder tornar a casa, però baixen abans seguint un pressentiment de Saoirse i s'endinsen en un bosc on es reuneixen amb Cú, que els havia seguit. Però, sense el seu abric, Saoirse ràpidament es va decandint i emmalaltint, mentre el seu cabell es torna blanc. Saoirse s'endinsa en un pou seguida per Cú i Ben, però Ben els perd; aleshores és quan ell coneix al Gran Seanachai, un ser màgic el cabell i barba del qual creixen desmesuradament acumulant els records. Seanachai li diu a Ben que la seva germana ha estat segrestada pels mussols de Macha i li dona al noi un dels seus cabells que el guiarà a la casa de la bruixa; en el camí Ben hi veu el record de la nit en què la seva mare va desaparèixer i s'adona que Bronagh és també una selkie. Llavors s'adona de com ha estat d'injust amb Saoirse durant tots aquests anys. Ben arriba a la casa de Macha, la troba asseguda en una butaca i s'adona que no és l'ésser malvat que imaginava, perquè Macha el que fa és eliminar records i sentiments per eliminar el sofriment i el dolor, fins i tot el del seu fill, Mac Lir el gegant, a qui va convertir en pedra perquè no sofrís més i ara és un penyal al mig del mar. Ben la convenç que la manera d'evitar el dolor no és fer desaparèixer els sentiments.
Ben rescata Saoirse lliurant-li la petxina, amb la qual alliberen els sentiments de Macha, i aquesta els ajuda a arribar ràpidament al mar enviant-los com a companyia els gossos espirituals de Mac Lir. Els nens arriben al far durant una tempesta; Ben pregunta a Conor on és l'abric i ell li respon que el va tirar al mar; Conor agafa els nens i Cú i els fa pujar a una barca per portar Saoirse a un hospital; al mateix temps, l'àvia s'adona que els nens no hi són i s'afanya a buscar-los. Ben se submergeix en el mar a la recerca del bagul amb l'abric i aconsegueix recuperar-los amb ajuda d'unes foques. Conor treu Ben de l'aigua, li posa l'abric a Saoirse i arriben a l'illot que és Mac Lir. Saoirse comença a cantar la Cançó del Mar, recupera la salut i al mateix temps tots els éssers són alliberats de la seva forma petrificada, incloent-hi Mac Lir i els seus gossos, Macha i Seanachai. Tots els alliberats se'n van a Tír na nÓg. Bronagh apareix amb la trista notícia que ella i Saoirse han d'anar-se'n també. Tanmateix, com que Saoirse és meitat humana, té la possibilitat de decidir si anar-se'n amb Bronagh o quedar-se amb el seu pare i germà i perdre la qualitat de selkie. Saoirse decideix treure's l'abric i quedar-se amb el seu pare i el seu germà. Bronagh s'acomiada de la seva família en una trista escena i se'n va; aleshores pare i fills tornen a l'illa del far, on es reuneixen amb l'àvia; es decideix llavors que els nens es poden quedar amb el seu pare.

## Repartiment de veu
- David Rawle com Ben
- Brendan Gleeson com Conor i Mac Lir[9]
- Fionnula Flanagan com l'àvia i Macha[9]
- Lisa Hannigan com Bronagh
- Lucy O'Connell com Saoirse
- Jon Kenny com Donen el trasbordador i El Gran Seanachai
- Pat Shortt com Lug
- Colm O Snodaigh com Mossy
- Liam Hourican com Spud i el conductor d'autobús
- Kevin Swierszcz com a Ben jove

## Banda sonora
La música original va ser composta per Bruno Coulais, en col·laboració amb el grup irlandès Kíla. En la pel·lícula hi posa veu Lisa Hannigan i hi ha cançons fetes per Nolwenn Leroy. Un àlbum sonor amb les 25 cançons de la pel·lícula es va publicar el 9 de desembre de 2014 per Decca Records.

## Llançament
Song of the Sea es va estrenar en el Festival Internacional de Cinema de Toronto el 6 de setembre de 2014 en el programa TIFF Kids. En cinemes es va estrenar a França, Bèlgica i Luxemburg el 10 de desembre de 2014. De manera limitada es va estrenar a Amèrica del Nord el 19 de desembre de 2014, i va rebre la nominació als Premis de l'Acadèmia. El seu llançament a Irlanda es va realitzar el 10 de juliol de 2015.

## Recepció
La crítica ha rebut aquesta pel·lícula amb opinions majoritàriament positives. Todd Brown, fundador i editor de Twitch Film, en la seva ressenya li va donar una qualificació positiva, indicant que és «un conte que enamora, és una obra d'art absolutament magnífica amb personatges matisats i un profund però natural arrelament en la cultura antiga dels contes i la màgia, Song Of The Sea té una qualitat assegurada i intemporal».
En el lloc web especialitzat Rotten Tomatoes, la pel·lícula té un 99% d'acceptació basada en 68 ressenyes de crítics. També té una puntuació de 86 de 100 en Metacritic, basada en 22 ressenyes.

## Premis
| Any  | Premi                                                                            | Categoria                                      | Receptors i candidats                                            | Resultats  |
| ---- | -------------------------------------------------------------------------------- | ---------------------------------------------- | ---------------------------------------------------------------- | ---------- |
| 2014 | Premis d'Acadèmia                                                                | Millor pel·lícula d'animació                   | Song of the Sea                                                  | Nominada   |
| 2014 | El Festival Internacional donis Voix du Cinéma d'Animació (Port Leucate, França) | Premi Especial del Jurat                       | Song of the Sea                                                  | Guanyadora |
| 2014 | Premis Annie                                                                     | Millor pel·lícula d'animació                   | Tomm Moore, Paul Young                                           | Nominats   |
| 2014 | Premis Annie                                                                     | Disseny de personatge en una producció animada | Tomm Moore, Marie Thorhauge, Sandra Anderson, Rosa Ballester Cap | Nominats   |
| 2014 | Premis Annie                                                                     | Adreça d'una producció animada                 | Tomm Moore                                                       | Nominat    |
| 2014 | Premis Annie                                                                     | Música en una producció animada                | Bruno Coulais i Kíla                                             | Nominats   |
| 2014 | Premis Annie                                                                     | Disseny de producció en una producció animada  | Adrien Merigeau                                                  | Nominat    |
| 2014 | Premis Annie                                                                     | Guió en una producció animada                  | Will Collins                                                     | Nominat    |
| 2014 | Premis Annie                                                                     | Edició en una producció animada                | Darragh Byrne                                                    | Nominat    |
| 2015 | Premis César                                                                     | Millor Pel·lícula d'Animació                   | Song of the Sea (Le Chant de la Mer) de Tomm Moore               | Nominada   |
| 2015 | Premis Satèl·lit                                                                 | Millor pel·lícula o curt animat                | Song of the Sea                                                  | Guanyadora |
| 2015 | Premis al cinema i televisió irladesa                                            | Millor pel·lícula                              | Song of the Sea                                                  | Guanyadora |
| 2015 | Premis al cinema i televisió irladesa                                            | Millor guió de pel·lícula                      | Will Collins                                                     | Nominat    |